# Mark Rutte
Mark Rutte (Hag, 14. veljače 1967.) nizozemski je političar Narodne stranke za slobodu i demokraciju (VVD) i bivši predsjednik vlade Nizozemske od 2010. do 2024. godine. Od 1. listopada 2024. obnaša dužnost glavnog tajnika NATO-a.
Rutte je bio vođa VVD-a od 2006. do 2023. godine. Dana 2. kolovoza 2022. postao je najdugovječniji premijer u povijesti Nizozemske.

## Raniji život
Rutte je rođen u Hagu, 14. veljače 1967., u protestantskoj kalvinističkoj obitelji. On je najmlađe dijete trgovca Izaäka Ruttea (5. listopada 1909. – 22. travnja 1988.) i njegove druge supruge, tajnice Hermine Cornelije Dilling (13. studenog 1923. – 13. svibnja 2020.). Rutte ima sedmero braće i sestara. Jedan od njegove starije braće umro je od AIDS-a 1980-ih. Rutte je kasnije smrt svoga brata i oca opisao kao događaje koji su promijenili tijek njegova života.
Rutte je pohađao školu Maerlant Lyceum u Hagu od 1979. do 1985. godine, specijalizirajući se za umjetnosti. Iako je njegova prvotna ambicija bila postati koncertni pijanist, umjesto toga studirao je povijest na Sveučilištu u Leidenu, gdje je i magistrirao 1992. godine. Bio je član Organizacije mladih VVD-a, čiji je predsjednik bio od 1988. do 1991. godine.
Nakon studija radi za britansku tvrtku Unilever, u odjelu ljudskih resursa. Izabran je za člana Parlamenta na izborima 2003. godine.

## Politička karijera
Rutte je služio kao državni tajnik (tj. zamjenik ministra) u Ministarstvu za socijalna pitanja i rad od 22. srpnja 2002. do 17. lipnja 2004. Rutte je kasnije služio kao državni tajnik za visoko obrazovanje i znanost u Ministarstvu obrazovanja, kulture i znanosti od 17. lipnja 2004. do 27. lipnja 2006. Rutte je dao ostavku na svoj položaj u vladi u lipnju 2006. kako bi se vratio u Zastupnički dom, a ubrzo je postao i parlamentarni čelnik VVD-a.
Nakon ostavke Joziasa van Aartsena, Rutte je internim izborima izabran za vođu VVD-a, 31. svibnja 2006. godine. Na izborima 2010. godine VVD osvaja 31 mandat, te po prvi put u povijesti postaje najveća stranka u Predstavničkom domu. Dana 14. listopada 2010. od kralja Wilema-Alexandra imenovan je na poziciju premijera. 2. srpnja 2024. napustio je funkciju premijera Nizozemske nakon što je imenovan glavnim tajnikom NATO-a u lipnju iste godine. Dužnost glavnog tajnika NATO-a službeno preuzima 1. listopada 2024. naslijedivši dotadašnjeg glavnog tajnika Norvežanina Jensa Stoltenberga.

## Privatni život
Rutte je samac. Član je Nizozemske Protestantske Crkve.

## Vanjske poveznice
- Drs. M. (Mark) Rutte, Parlement & Politiek (nizoz.)
- Mark Rutte  Arhivirana inačica izvorne stranice od 11. srpnja 2007. (Wayback Machine), Zastupnički dom Nizozemske (nizoz.)